# Lepsze Lubuskie
Lepsze Lubuskie – Bezpartyjny Samorząd – komitet wyborczy wyborców powołany przez prezydenta Nowej Soli Wadima Tyszkiewicza na wybory samorządowe w 2014, startujący do sejmiku województwa lubuskiego, a także założone w styczniu 2015 stowarzyszenie.
Lepsze Lubuskie powstało na początku stycznia 2014. Powołali je bezpartyjni samorządowcy z województwa lubuskiego, m.in. prezydent Nowej Soli Wadim Tyszkiewicz i prezydent Zielonej Góry Janusz Kubicki (który jednak później wycofał się z inicjatywy, podejmując współpracę z Platformą Obywatelską). W zamyśle inicjatorów projekt miał być bezpartyjnym blokiem wyborczym w nadchodzących wyborach samorządowych, reprezentującym interesy burmistrzów i prezydentów z województwa.
Z listy komitetu startowali m.in. Wadim Tyszkiewicz, były burmistrz Żagania Sławomir Kowal oraz burmistrz Nowego Miasteczka Wiesław Szkondziak. Komitet popierał m.in. lubuski lider Polski Razem, były eurodeputowany Artur Zasada.
Lepsze Lubuskie uzyskało w wyborach samorządowych 11,94 proc. głosów, zdobywając w sejmiku dwa mandaty. Jeden z nich otrzymał Wadim Tyszkiewicz, który jednak pozostał prezydentem Nowej Soli, w związku z czym jego miejsce w sejmiku zajął Sławomir Kowal. Drugi mandat otrzymał student Łukasz Mejza. Przedstawiciele LL zostali w sejmiku radnymi niezrzeszonymi i opozycyjnymi wobec koalicji PO-PSL, choć poparli powołany przez rządzące partie zarząd województwa.
29 stycznia 2015 założone zostało stowarzyszenie Lepsze Lubuskie. Jego prezesem został Wadim Tyszkiewicz, wiceprezesem Jarosław Nieradka, skarbnikiem Bogumiła Ulanowska a w skład zarządu weszli także Marek Jankowski, Sławomir Kowal, Łukasz Kozłowski, Łukasz Mejza, Olaf Napiórkowski i Agnieszka Opalińska.
15 marca 2015 stowarzyszenie wzięło udział w wyborach samorządowych w Zielonej Górze (startując pod nazwą „Lepsza Zielona Góra Lepsze Lubuskie”). Kandydatka LL na prezydenta miasta Karolina Nawrocka-Michalczak zajęła ostatnie, 6. miejsce, z wynikiem 2,21% głosów. Komitet stowarzyszenia zajął także ostatnie miejsce w wyborach do rady miasta, otrzymując 2,56% głosów.
Poszczególni działacze stowarzyszenia zaangażowali się w ogólnopolskie inicjatywy polityczne. Lider LL Wadim Tyszkiewicz został wiceprezesem stowarzyszenia Nowoczesna, natomiast Łukasz Mejza był stronnikiem Pawła Kukiza, po czym został aktywistą JOW Bezpartyjnych.
We wrześniu 2015 do Lepszego Lubuskiego przeszedł z Polskiego Stronnictwa Ludowego radny sejmiku Józef Kruczkowski, dzięki czemu stowarzyszenie powołało własny klub radnych. Powstały 7 września klub przyjął nazwę „Lepsze Lubuskie – Bezpartyjny Samorząd”, a na jego czele stanął Łukasz Mejza. Pół roku później radni LL wspólnie z dwoma radnymi lewicowymi powołali nowy klub Bezpartyjni Samorządowcy (Łukasz Mejza został jego przewodniczącym, Józef Kruczkowski wiceprzewodniczącym, a Sławomir Kowal sekretarzem). W marcu 2017 Józef Kruczkowski odszedł do klubu radnych Prawa i Sprawiedliwości, a radni pozostali w klubie BS współtworzyli ogólnopolski Ruch Samorządowy „Bezpartyjni”. W wyborach samorządowych w 2018 wystartował on jako BS, w województwie lubuskim otrzymując 13,17 proc. głosów i uzyskując cztery mandaty. Zdobyli je Sławomir Kowal, Wacław Maciuszonek, Łukasz Mejza i Wioleta Haręźlak, która jednak przystąpiła do klubu PSL. Z ramienia komitetu związanego z BS Janusz Kubicki po raz kolejny uzyskał reelekcję w wyborach na prezydenta Zielonej Góry. Wadim Tyszkiewicz zaś ponownie został wybrany na prezydenta Nowej Soli, startując z własnego komitetu. W sejmiku przewodniczącym klubu został Łukasz Mejza, wiceprzewodniczącym Sławomir Kowal, a sekretarzem Wacław Maciuszonek. W marcu 2019 lubuscy działacze BS na czele z Łukaszem Mejzą zaangażowali się w tworzenie ogólnopolskiego projektu Polska Fair Play pod wodzą Roberta Gwiazdowskiego, który jednak po trzech miesiącach zakończył działalność.
Przed wyborami parlamentarnymi w 2019 środowisko LL (tj. lubuskich struktur BS) weszło w skład Koalicji Polskiej (nie wchodząc w skład Koalicji Bezpartyjni i Samorządowcy, która startowała do obu izb parlamentu w skali kraju), wskutek czego Łukasz Mejza kandydował z listy PSL do Sejmu, nie uzyskując mandatu (w 2021 objął go po śmierci Jolanty Fedak, zostając posłem niezrzeszonym i ogłaszając powołanie stowarzyszenia Centrum; przystąpił także do Partii Republikańskiej i w 2021 zajmował stanowisko wiceministra sportu). Mandat w Senacie zdobył natomiast startujący z własnego komitetu prezes LL Wadim Tyszkiewicz, przystępując do Koła Senatorów Niezależnych.